# Spellemannprisen 1991
Der Spellemannpris 1991 war die 20. Ausgabe des norwegischen Musikpreises Spellemannprisen. Die Nominierungen berücksichtigten Veröffentlichungen des Musikjahres 1991. Die Verleihung der Preise fand im Februar 1992 statt. In der Kategorie „Årets Spellemann“ wurde Dance with a Stranger ausgezeichnet.

## Verleihung
Die Preisverleihung fand am 8. Februar 1992 im Osloer Chateau Neuf statt. Es handelte sich um die 20. Ausgabe des Musikpreises. Es führte wie im Vorjahr der Moderator Knut Borge durch den Abend. Es war das erste Mal in der Geschichte des Preises, dass die Veranstaltung in zwei aufeinanderfolgenden Jahren von der gleichen Person moderiert wurde. Borge moderierte auch in den folgenden Jahren erneut. Die Verleihung wurde vom Norsk rikskringkasting (NRK) ausgestrahlt.

## Gewinner
| Kategorie                                         | Gewinner                                        | Werk                                             |
| ------------------------------------------------- | ----------------------------------------------- | ------------------------------------------------ |
| Barneplater (Kinderplatten)                       | Anne-Catharina Vestly                           | Marte og mormor og mormor og Morten, 1-4         |
| Country                                           | Rick Danko, Jonas Fjeld, Eric Andersen          | 1'st Revolution Orchestra                        |
| Folkemusikk/Gammeldans                            | Sør-Fron Spelemannslag                          | Den lykkelige frier                              |
| Jazz                                              | Masqualero                                      | Re-enter                                         |
| Kammermusikk (Kammermusik)                        | Truls Mørk, Håkon Austbø                        | Verker av Franck, Chausson, Debussy, Poulenc     |
| Orkester- og Kormusikk (Orchester- und Chormusik) | Leif Ove Andsnes, Bergen Filharmoniske Orkester | Grieg: Piano konsert, Liszt: Piano konsert no. 2 |
| Pop                                               | Tre Små Kinesere                                | Luftpalass                                       |
| Rock                                              | Jokke & Valentinerne                            | Frelst!                                          |
| Underholdning (Unterhaltung)                      | Arthur Arntzen                                  | Latterkula                                       |
| Visesang (Weisengesang)                           | Kari Bremnes                                    | Spor                                             |
| Åpen (Offen)                                      | Knut Reiersrud, Iver Kleive                     | Blå koral                                        |
| Årets Spellemann (Spellemann des Jahres)          | Dance with a Stranger                           | –                                                |

## Nominierte
Barneplater
- Anne-Catharina Vestly: Marte og mormor og mormor og Morten, 1-4
- Hogne Moe, Øyvind Berg, Øystein Bache, Rune Gokstad und weitere: Latterskrinet
- Sesam Stasjon: Sesam stasjon 1

Country
- Rick Danko, Jonas Fjeld, Eric Andersen: 1'st Revolution Orchestra
- Stephen Ackles: If this ain't music…

Folkemusikk/Gammeldans
- Kirsten Bråten Berg, Hallvard T. Bjørgum, Eilert Hægeland: Juletid
- Sør-Fron Spelemannslag: Den lykkelige frier
- Ulens Kvintett: Lugume leikje

Jazz
- Bjørn Alterhaug: Constellations
- Masqualero: Re-enter

Kammermusikk
- Leif Ove Andsnes: Verker av Janácek
- Per Vollestad, Sigmund Hjelset: Franz Schubert: Lieder
- Truls Mørk, Håkon Austbø: Verker av Franck, Chausson, Debussy, Poulenc

Orkester-og Kormusikk
- Grex Vocalis: Norske stemninger
- Leif Ove Andsnes, Bergen Filharmoniske Orkester: Grieg: Piano konsert, Liszt: Piano konsert no. 2
- Oslo Filharmoniske Orkester, Mariss Jansons: Sibelius: Symfoni no. 1, Finlandia, Karelia

Pop
- Dance with a Stranger: Atmosphere
- Silje: Silje
- Tre Små Kinesere: Luftpalass

Rock
- Jokke & Valentinerne: Frelst!
- Secret Mission: Strange afternoon
- The September When: Mother I've been kissed

Underholdning
- Arthur Arntzen: Latterkula
- Bjelleklang: Dæng dæng
- Odd R. Antonsen Symphonic Band: The man with the horn

Visesang
- Halvdan Sivertsen: Hilsen Halvdan
- Jan Eggum: Underveis
- Kari Bremnes: Spor

Åpen
- Dollie de Luxe: Which witch på Slottsfjellet
- Helge Iberg: Det ondes problem etc.
- Knut Reiersrud, Iver Kleive: Blå koral